# Lissonota atrimalis
Lissonota atrimalis là một loài tò vò trong họ Ichneumonidae.